# Казаченков, Илья Алексеевич
Илья Алексеевич Казаченков (род. 30 января 2001 года) — российский волейболист, диагональный новосибирского «Локомотива».

## Карьера
Илья Казаченков из спортивной семьи. Его мама - Светлана Казаченкова - занималась лёгкой атлетикой, а папа - Алексей Казаченков - был капитаном волейбольного «Феникса» из Смоленска, выступавшего во второй лиге. Для успешных занятий волейболом семья переехала в Москву. Илья начал заниматься в спортшколе «Виктория» у Н.С. Бородийчук.
В четырнадцатилетнем возрасте переехал в Новосибирск Родители самостоятельно повезли Илью на просмотр к хорошо знакомому наставнику молодёжной команды Петрову, который в своё время тренировал в Смоленске Казаченкова-старшего. В 2015-19 годах выстапал в юношеском и молодёжном составе новосибирской команды. В 2020 году стал выступать за основную команду на позиции доигровщика. В сезоне 2021/22 выступал за челябинское «Динамо», выступавшее в высшей лиге А. Вернувшись в команду, Илья сменил амплуа на диагонального игрока. В настоящее время Илья является одним из лучших эйсменов суперлиги.
Привлекался в юношескую и молодёжную сборные России. В 2019 году в составе нашей сборной участвовал в Летнем Европейском юношеском Олимпийском фестивале, где россияне стали третьими.
В составе молодёжной сборной России в 2020 году стал чемпионом Европы. А на чемпионате мира среди молодёжи до 21 года наша команда, в которой выступал и Илья Казаченков, стала второй.
В составе «Локомотива» стал бронзовым призёром чемпионата России 2020/21 года. Приказом министра спорта № 46-нг от 30.04.2021 Илье Казаченкову присвоено спортивное звание мастер спорта России. А в 2022 году стал серебряным призёром чемпионата России.